# Proaigialosaurus huenei
Proaigialosaurus huenei (лат.) — вид вымерших полуводных пресмыкающихся из семейства Aigialosauridae, единственный в роде Proaigialosaurus, живших во времена юрского периода.
Вид и род описаны в 1958 году на основе фрагментов черепа, которые впоследствии были утрачены. Ископаемые остатки Proaigialosaurus huenei обнаружены на территории Германии.
Является старейшим представителем семейства Aigialosauridae. Некоторые систематики относят род к плеврозаврам.